# Karen Muir
Karen Muir (Kimberley, 16 de setembro de 1952 – Mossel Bay, 1 de abril de 2013) foi um nadadora sul-africana.

## Biografia
Muir ainda detém o feito de ser a mais jovem atleta a quebrar um recorde mundial em qualquer modalidade esportiva, feito este, realizado em 1965 numa prova de 110 jardas nado de costas. No dia 10 de agosto 1965, Karen, com apenas 12 anos, 10 meses e 25 dias, quebrou o recorde mundial da Amateur Swimming Association (ASA - primeira entidade esportiva da natação) nos jogos da National Junior Championships, ocorrido em Backpool, Inglaterra.
Em todo a sua carreira esportiva, Karen Muir contabilizou 15 recordes na modalidade nado de costas em provas de 100 e 200 metros e de 110 e 220 jardas. Foi campeã em seu país e nos Estados Unidos, porém, nunca participou de uma edição dos Jogos Olímpicos, pois no período em que esta ativa na natação, a Africa do Sul era proibida de participar dos jogos em função do Apartheid.
Em 1980, Karen foi incluída no Hall da Fama da natação mundial.